# Humfried IV. von Toron
Humfried IV. von Toron (* um 1166; † um 1192) war Herr von Toron innerhalb des Königreichs Jerusalem.
Er war der Sohn des Humfried III. von Toron († 1173) aus dessen Ehe mit Stephanie von Milly († um 1197), Herrin von Oultrejordain. Sein Großvater väterlicherseits war Humfried II. von Toron, Herr von Toron und Konstabler des Königreichs Jerusalem. Er war Stiefsohn von Stephanies zweitem und drittem Ehemann, Miles von Plancy und Rainald von Chatillon. Humfrieds Schwester Isabella heiratete Ruben III. von Armenien. Da sein Vater vor seinem Großvater starb, wurde er beim Tod des Letzteren 1179 Herr von Toron.
Humfried IV. war als Mitglied einer der alten Familien eine Besonderheit in der königlichen Familie; 1180 verlobte er sich mit Isabella von Jerusalem, der Tochter des früheren Königs Amalrich I. unter der Nebenbedingung, dass Toron königliche Domäne würde. Im November 1183 wurden Humfried und die elfjährige Isabella in der Festung Karak, die das Zentrum der Herrschaft Oultrejordain bildete, verheiratet, die zu dieser Zeit von Saladin belagert wurde (Belagerung von Karak (1183)). Humfrieds Mutter überzeugte Saladin, den Turm, in dem die Hochzeit stattfand, nicht anzugreifen, während die Angriffe auf den Rest der Burg sehr wohl weitergingen. Karak wurde später von König Balduin IV. befreit.
1186, als Balduin V. starb, versuchte Rainald ihn dazu zu bewegen, den Thron im Namen Isabella für sich zu fordern. Humfried jedoch zog es vor, Guido von Lusignan zu unterstützen, den Ehemann von Isabellas Schwester Sibylle; Rainald und die anderen Adligen folgten ihm dabei, obwohl Guido ein Neuankömmling war. 
Guido zeigte sich als erfolgloser König. Saladin überfiel das Königreich 1187, Humfrieds Stiefvater Rainald wurde in der Schlacht bei Hattin gefangen genommen und hingerichtet und auch Humfried geriet bei Hattin in Gefangenschaft Saladins. Seine Mutter befand sich in Jerusalem, als diese Stadt nach zwölftägiger Belagerung am 2. Oktober 1187 an Saladin übergeben wurde. Sie erreichte bei Saladin seine Freilassung, indem sie ihm versprach ihm die beiden Schlüsselfestungen von Oultrejordain, nämlich Karak und Montreal, zu übergeben. Als sich die dortigen christlichen Garnisonen weigerten ihre Befehle auszuführen schickte sie Humfried pflichtgetreu zurück in Gefangenschaft zu Saladin, aus der er ihn aber ein paar Monate später freiließ. Karak und Montreal fielen nach langer Belagerung im November 1188 und Mai 1189 an Saladin (Belagerung von Karak (1187–1188)), der damit die Herrschaft Oultrejordain endgültig zerschlug. Damit war auch Humfrieds Erbanspruch auf Oultrejordain, den er nach dem Tod seines Stiefvaters Rainald hätte beanspruchen können, faktisch wertlos.
Die Barone von Jerusalem hatten Guido nur unwillig aufgrund von Humfrieds Einfluss als König akzeptiert und wandten sich nun, nach dem Fall Jerusalems, gegen ihn. 1190, während des Dritten Kreuzzugs, annullierte der Lateinische Patriarch von Jerusalem Humfrieds und Isabellas Ehe mit der von Konrad von Montferrat gelieferten Begründung, Isabella sei bei der Hochzeit minderjährig gewesen. Humfried und Isabella wollten die Scheidung nicht, Humfried wollte aber andererseits auch keinen Konflikt mit den anderen Baronen, war zudem auch eingeschüchtert durch Guido von Senlis, einem französischen Adligen, der ihn zum Duell gefordert hatte (das Humfried zurückwies). Immerhin erhielt er durch die Annullierung der Ehe den Anspruch auf seine Herrschaft Toron zurück, die allerdings seit 1187 von Saladin besetzt war. Konrad heiratete Isabella selbst (obwohl er bereits verheiratet war) und forderte den Thron von Jerusalem nun für sich mit der Unterstützung des übrigen Barone, insbesondere der mächtigen Familie Ibelin.
Humfried verbündete sich mit Richard Löwenherz, zuerst bei der Eroberung von Zypern, dann gegen Saladin. Da Humfried fließend Arabisch sprach, konnte er in Richards Auftrag mit Saladin verhandeln. 1192, als Konrad von Assassinen ermordet wurde, wurden Humfried, Richard und andere verdächtigt, beteiligt zu sein. Isabella wurde nun mit Heinrich II. von Champagne verheiratet, gegen den Protest Humfrieds, der die Annullierung der Ehe aufgrund von Konrads Bigamie als ungültig ansah.
Humfried starb vermutlich kurze Zeit später, kinderlos. Sein Anspruch auf Toron ging auf seine Schwester Isabella (und ihren Ehemann Fürst Ruben III. von Kleinarmenien) über.